# East Rutherford
East Rutherford je město v okrese Bergen ve státě New Jersey. V roce 2020 zde žilo 10 022 obyvatel na rozloze 10,5 km². Město je součástí aglomerace New Yorku a nachází se 11 km západně od Manhattanu.
Město bylo založeno v roce 1889 pod jménem Boiling Springs a v roce 1894 bylo přejmenováno na East Rutherford.
Ve městě se nachází sportovní centrum Meadowlands Sports Complex s halami Izod Center, kde dříve hráli NBA Brooklyn Nets a NHL New Jersey Devils a MetLife Stadium, kde hrají NFL New York Giants a New York Jets.
Na severu hraničí s Carlstadtem a Wallingtonem a na jihu s Rutherfordem. Západní hranici tvoří řeka Passaic a východní řeka Hackensack River.